# Lurio solennis
Lurio solennis är en spindelart som först beskrevs av Koch C.L. 1846.  Lurio solennis ingår i släktet Lurio och familjen hoppspindlar. Inga underarter finns listade i Catalogue of Life.